# 葉忠明
葉忠明（1960年8月2日—），印尼名鮑比·鄂坦托，已退役印尼男子羽毛球運動員，專攻雙打。

## 生平
葉忠明曾經與多位同國籍球員搭配男子雙打，先後贏得1983年馬來西亞公開賽、1985年泰國公開賽、1986年世界盃，及1987年亞洲錦標賽等比賽的冠軍。葉忠明也曾與雙打名將紀明發合作過，他們在丹麥哥本哈根贏得世界錦標賽銅牌。
他曾與維拉瓦蒂·韋哈喬搭配混合雙打，贏得馬來西亞公開賽冠軍。
在1986年湯姆斯盃（男子國際團體賽）決賽裡，他與林水鏡搭檔，在關鍵的第五點敗給中國對手田秉毅與李永波，使得印尼隊以2勝3負屈居亞軍。
他也曾與陳財富搭配贏得1980年及1983年台北邀請賽男子雙打冠軍。